# Vincent Pirès
Vincent Pirès (né le 17 novembre 1995) est un footballeur français qui joue au poste de défenseur central ou de milieu de terrain pour le club du CS Sedan Ardennes.

## Biographie

### Vie personnelle
Pirès est né en France d'un père portugais et d'une mère algérienne. Il possède un passeport Algérien et Portugais. Il a une préférence pour représenter la sélection Algérienne.
Le 29 mai 2021, le CS Sedan Ardennes officialise sa signature.